# Taxeotis eugenestera
Taxeotis eugenestera är en fjärilsart som beskrevs av Louis Beethoven Prout 1920. Taxeotis eugenestera ingår i släktet Taxeotis och familjen mätare. Inga underarter finns listade i Catalogue of Life.